# Govert Flinck
Govert (eller Govaert) Teuniszoon Flinck (25. januar 1615 - 2. februar 1660) var en hollandsk maler fra den hollandske guldalder.

## Galleri
- Portrait of Pieter de Graeff
- Portrait of Susanna van Baerle (1655)
- Rembrandt as shepherd with staff and flute
- Landscape with Obelisk. Historisk fejlagtigt antaget at være af Rembrandt. Det blev stjålet Isabella Stewart Gardner Museum, Boston i 1990.
- Militia Company of District XVIII under the Command of Captain Albert Bas (1645) (Rijksmuseum, Amsterdam)
- Angels announcing the birth of Christ to the shepherds (1639), Louvre, Paris
- Portrait of Cornelis Bicker (1654)